# Celico
Celico ist eine italienische Gemeinde in der Provinz Cosenza in der Region Kalabrien mit 2517 Einwohnern (Stand 31. Dezember 2023).
Celico liegt fünfzehn Kilometer östlich von Cosenza. Die Nachbargemeinden sind: Acri, Casali del Manco, Lappano, Longobucco, Rose, Rovito, San Pietro in Guarano und Spezzano della Sila. Celico hatte eine Haltestelle an der früheren Bahnstrecke Pedace–San Giovanni in Fiore.

## Sehenswürdigkeiten
- Kirche S. Michele, das Innere ist im barocken Stil gehalten
- Kirche S. Nicola aus dem 15. Jahrhundert